# Strongylurus hirsutus
Strongylurus hirsutus là một loài bọ cánh cứng trong họ Cerambycidae.